# Gonçalo Santos
Gonçalo José Gonçalves dos Santos (Lamego, 15 november 1986) is een Portugees voormalig voetballer die doorgaans speelde als middenvelder. Tussen 2005 en 2021 was hij actief voor Académica Coimbra, Tourizense, Santa Clara, Aves, Estoril, Dinamo Zagreb, opnieuw Aves, opnieuw Estoril, Ethnikos Achna en Vilafranquense.

## Clubcarrière
Santos speelde in de jeugd bij Cracks Lamego en daarna in de opleiding van Académica Coimbra. In 2005 werd hij voor drie seizoenen gestald bij satellietclub Tourizense. In het eerste elftal van die club speelde hij vierentachtig wedstrijden en wist hij tot drie doelpunten te komen. Zijn debuut voor Académica maakte de middenvelder op 1 februari 2009, toen met 2–2 gelijkgespeeld werd tegen Estrela da Amadora. Tijdens deze wedstrijd begon hij op de bank en een kwartier voor het einde van de wedstrijd kwam hij als invaller het veld in. In de seizoenen 2009/10 en 2010/11 werd Santos nog tweemaal verhuurd; aan Santa Clara en Aves. Na deze verhuurperiodes verkaste de middenvelder naar Estoril. Voor die club speelde hij drie seizoenen lang een belangrijke rol in het eerste elftal en hij begon tijdens al zijn competitiewedstrijden in de basiself.
Na drie seizoenen maakte de Portugees de overstap naar Dinamo Zagreb, waar hij zijn handtekening zette onder een verbintenis voor de duur van drie seizoenen. In de zomer van 2017 keerde Santos terug naar Portugal, waar hij voor Aves ging spelen. Na een halfjaar verkaste hij weer, naar zijn oude club Estoril. Na een half seizoen bij Ethnikos Achna tekende Santos in januari 2021 tot het einde van het seizoen voor Vilafranquense. Na afloop van dit contract besloot Santos op vierendertigjarige leeftijd een punt te zetten achter zijn actieve loopbaan.

## Clubstatistieken
| Seizoen | Club              | Competitie    | Competitie | Competitie | Beker | Beker | Internationaal | Internationaal | Totaal | Totaal |
| Seizoen | Club              | Competitie    | Wed.       | Dlp.       | Wed.  | Dlp.  | Wed.           | Dlp.           | Wed.   | Dlp.   |
| ------- | ----------------- | ------------- | ---------- | ---------- | ----- | ----- | -------------- | -------------- | ------ | ------ |
| 2008/09 | Académica Coimbra | Primeira Liga | 3          | 0          | 0     | 0     | —              | —              | 3      | 0      |
| 2009/10 | → Santa Clara     | Segunda Liga  | 10         | 0          | 0     | 0     | —              | —              | 10     | 0      |
| 2010/11 | → Aves            | Segunda Liga  | 14         | 0          | 3     | 0     | —              | —              | 17     | 0      |
| 2011/12 | Estoril           | Segunda Liga  | 28         | 1          | 7     | 0     | —              | —              | 35     | 1      |
| 2012/13 | Estoril           | Primeira Liga | 29         | 1          | 3     | 0     | —              | —              | 32     | 1      |
| 2013/14 | Estoril           | Primeira Liga | 26         | 0          | 5     | 0     | 9              | 0              | 40     | 0      |
| 2014/15 | Dinamo Zagreb     | 1. HNL        | 23         | 0          | 7     | 0     | 3              | 0              | 33     | 0      |
| 2015/16 | Dinamo Zagreb     | 1. HNL        | 17         | 0          | 1     | 0     | 9              | 0              | 27     | 0      |
| 2016/17 | Dinamo Zagreb     | 1. HNL        | 0          | 0          | 0     | 0     | 0              | 0              | 0      | 0      |
| 2017/18 | Aves              | Primeira Liga | 3          | 0          | 0     | 0     | —              | —              | 3      | 0      |
| 2017/18 | Estoril           | Primeira Liga | 11         | 0          | 1     | 0     | —              | —              | 12     | 0      |
| 2018/19 | Estoril           | Segunda Liga  | 24         | 1          | 4     | 0     | —              | —              | 28     | 1      |
| 2019/20 | Estoril           | Segunda Liga  | 16         | 0          | 1     | 0     | —              | —              | 17     | 0      |
| 2020/21 | Ethnikos Achna    | A Divizion    | 8          | 1          | 0     | 0     | —              | —              | 8      | 1      |
| 2020/21 | Vilafranquense    | Segunda Liga  | 13         | 0          | 0     | 0     | —              | —              | 13     | 0      |
| Totaal  | Totaal            | Totaal        | 225        | 4          | 32    | 0     | 21             | 0              | 278    | 4      |

## Erelijst
| Competitie             |         |                  |         |         |
| Competitie             | Aantal  | Jaren            |         |         |
| Estoril                | Estoril | Estoril          | Estoril | Estoril |
| ---------------------- | ------- | ---------------- | ------- | ------- |
| Segunda Liga           | 1       | 2011/12          |         |         |
| Dinamo Zagreb          |         |                  |         |         |
| 1. HNL                 | 2       | 2014/15, 2015/16 |         |         |
| Hrvatski nogometni kup | 2       | 2014/15, 2015/16 |         |         |